# جايسون د. أندرسون
جايسون د. أندرسون (بالإنجليزية: Jason D. Anderson)‏ هو مهندس أمريكي، ولد في 1968.